# Arnaud d'Aux
Arnaud d'Aux (1260/70-agosto de 1320) fue un pariente del papa Clemente V, quien lo nombró obispo de Poitiers (noviembre de 1306), y luego cardenal-arzobispo de Albano (23 de diciembre de 1312). Acompañó al cardenal Arnaud Nouvel a Inglaterra en 1312. Actuó también como camarlengo desde 1311 hasta 1319. 
El 4 de noviembre de 1306 fue elegido obispo de Poitiers, cargo que ocupó hasta su ascenso a cardenalato, y como tal presidió el sínodo diocesano de 1310. Previamente había sido encomendado por el papa una misión diplomática ante el rey francés Felipe IV el Hermoso, mientras que en 1312 acompañó al cardenal nuncio Arnaud Nouvel a Inglaterra.
Fue creado cardenal obispo de Albano en el consistorio del 23 de diciembre de 1312 y al año siguiente se convirtió en chambelán de la Santa Iglesia Romana (dimitió pocos meses antes de su muerte). Participó en el cónclave de 1314-16 del que surgió el papa Juan XXII.
Está enterrado en la capilla que fundó en la Iglesia de San Pedro de la Romieu.